# Bulgarije op de Olympische Zomerspelen 2016
Bulgarije nam deel aan de Olympische Zomerspelen 2016 in Rio de Janeiro, Brazilië. De selectie bestond uit 51 atleten, actief in veertien verschillende sporten, en was daarmee de kleinste olympische ploeg van Bulgarije sinds de Spelen van 1956. Atlete Ivet Lalova droeg de Bulgaarse vlag tijdens de openingsceremonie. Voor het eerst in de olympische geschiedenis wonnen namens Bulgarije alleen vrouwelijke atleten een medaille.

## Medailleoverzicht
| Sport      | Olympiër                                                                                    | Discipline             | Medaille |
| ---------- | ------------------------------------------------------------------------------------------- | ---------------------- | -------- |
| Atletiek   | Mirela Demireva                                                                             | hoogspringen (v)       | Zilver   |
|            |                                                                                             |                        |          |
| Gymnastiek | Reneta Kamberova Lyubomira Kazanova Mihaela Maevska Tsvetelina Naydenova Hristiana Todorova | ritmisch, team (v)     | Brons    |
| Worstelen  | Elitsa Yankova                                                                              | –48 kg vrije stijl (v) | Brons    |

## Deelnemers en resultaten
(m) = mannen, (v) = vrouwen 

### Atletiek
| Olympiër              | Discipline              | Resultaat | Prestatie                                                                 |
| --------------------- | ----------------------- | --------- | ------------------------------------------------------------------------- |
| Mitko Tsenov          | 3000 m steeplechase (m) | 41e       | serie 1: 14de in 8.54,79                                                  |
| Rumen Dimitrov        | hink-stap-springen (m)  | 26e       | kwalificatie groep A: 14de met 16,36m                                     |
| Georgi Tsonov         | hink-stap-springen (m)  | 39e       | kwalificatie groep B: 21ste met 15,20m                                    |
| Tihomir Ivanov        | hoogspringen (m)        | 10e       | kwalificatie groep B: 1ste met 2,29m finale: 10de met 2,29m               |
| Georgi Ivanov         | kogelstoten (m)         | 25e       | kwalificatie groep B: 13de met 19,49m                                     |
|                       |                         |           |                                                                           |
| Ivet Lalova-Collio VO | 100 m (v)               | DNF       | serie 8: 3de in 11,35 halve finale 3: niet gestart                        |
| Ivet Lalova-Collio VO | 200 m (v)               | 8e        | serie 7: 1ste in 22,61 halve finale 2: 2de in 22,42 finale: 8ste in 22,69 |
| Silvia Danekova       | 3000 m steeplechase (v) | DNS       | niet gestart                                                              |
| Militsa Mircheva      | marathon (v)            | 108e      | 2:51.06                                                                   |
| Gabriela Petrova      | hink-stap-springen (v)  | 22e       | kwalificatie groep B: 131e met 13,92m                                     |
| Mirela Demireva       | hoogspringen (v)        | Zilver    | kwalificatie groep A: 2de met 1,94m finale: 2de met 1,97m                 |
| Radoslava Mavrodieva  | kogelstoten (v)         | 21e       | kwalificatie groep B: 11de met 17,20m                                     |

### Badminton
| Olympiër                       | Discipline     | Resultaat | Prestatie |
| ------------------------------ | -------------- | --------- | --- |
| Linda Zechiri                  | enkelspel (v)  | 9e        | groep D: 1ste W van GBR Gilmour: 12-21, 21-17, 21-16 W van SUI Jacquet: 21-17, 21-15 2de ronde: V van KOR Sung: 15-21, 12-21 |
| Gabriela Stoeva Stefani Stoeva | dubbelspel (v) | 9e        | groep D: 3de V van CHN Tang/Yu: 14-21, 11-21 V van KOR Chang/Lee: 22-24, 15-21 W van GER Goliszewski/Nelte: 21-14, 21-19     |

### Boksen
| Olympiër          | Discipline | Resultaat | Prestatie                                                            |
| ----------------- | ---------- | --------- | -------------------------------------------------------------------- |
| Daniel Asenov     | –52kg (m)  | 9e        | 1ste ronde: W van ARG Martínez: 2-1 2de ronde: V van ALG Flissi: 0-3 |
| Simeon Chamov     | –69kg (m)  | 9e        | 1ste ronde: W van TUR Şipal: 3-0 2de ronde: V van THA Adi: 0-3       |
|                   |            |           |                                                                      |
| Stanimira Petrova | –52kg (v)  | 9e        | 1ste ronde: V van UKR Kob: 1-2                                       |

### Gymnastiek
| Olympiër                                                                                               | Discipline      | Resultaat | Prestatie |
| Ritmisch                                                                                               | Ritmisch        | Ritmisch  | Ritmisch |
| --- | --------------- | --------- | --- |
| Neviana Vladinova                                                                                      | individueel (v) | 7e        | kwalificatie: 6de hoepel: 6de met 17,666 punten bal: 9de met 17,700 punten knotsen: 6de met 17,800 punten lint: 6de met 17,800 punten totaal: 70,966 punten finale: hoepel: 7de met 17,883 punten bal: 7de met 17,750 punten knotsen: 4de met 18,050 punten lint: 8ste met 17,050 punten totaal: 70,733 punten |
| Reneta Kamberova Lyubomira Kazanova Mihaela Maevska-Velichkova Tsvetelina Naydenova Hristiana Todorova | team (v)        | Brons     | kwalificatie: 7de linten: 4de met 17,566 punten knotsen/hoepel: 11de met 16,616 punten totaal: 34,182 punten finale: linten: 2de met 17,700 punten knotsen/hoepel: 2de met 18,066 punten totaal: 35,766 punten                                                                                                 |

### Judo
| Olympiër         | Discipline | Resultaat | Prestatie |
| ---------------- | ---------- | --------- | --- |
| Yanislav Gerchev | –60kg (m)  | 9e        | 1ste ronde: vrij 2de ronde: W van TPE Tsai: ippon 3de ronde: V van GEO Papinasjvili: ippon                                                                             |
| Ivaylo Ivanov    | –81kg (m)  | 7e        | 1ste ronde: vrij 2de ronde: W van NED de Wit: ippon 3de ronde: W van KOR Lee: waza-ari kwartfinale: V van USA Stevens: ippon herkansingen: V van ITA Marconcini: ippon |

### Kanovaren
| Olympiër         | Discipline     | Resultaat | Prestatie                                                                          |
| ---------------- | -------------- | --------- | ---------------------------------------------------------------------------------- |
| Angel Kodinov    | C-1 200 m (m)  | 18e       | serie 4: 5de in 42,694 halve finale 1: 7de in 42,925                               |
| Angel Kodinov    | C-1 1000 m (m) | 14e       | serie 3: 5de in 4.27,904 halve finale 2: 6de in 4.30,574 finale B: 6de in 4.10,102 |
| Miroslav Kirchev | K-1 1000 m (m) | 19e       | serie 1: 6de in 3.39,363                                                           |

### Moderne vijfkamp
| Olympiër          | Discipline | Resultaat | Prestatie |
| ----------------- | ---------- | --------- | --- |
| Dimitar Krastanov | mannen     | 33e       | zwemmen: 19de in 2.04,96 (326 punten) schermen: 14de met 19 overwinningen (215 punten) paardensport: niet gefinisht (0 punten) atletiek/schietsport: 2de in 11.02,95 (638 punten) totaal: 117 punten |

### Roeien
| Olympiër                         | Discipline      | Resultaat | Prestatie |
| -------------------------------- | --------------- | --------- | --- |
| Georgi Bozhilov Kristian Vasilev | dubbel-twee (m) | 9e        | serie 2: 4de in 6.44,31 herkansingen: 2de in 6.20,56 halve finale 1: 6de in 6.47,00 finale B: 3de in 7.00,85 |

### Schermen
| Olympiër      | Discipline | Resultaat | Prestatie                                                               |
| ------------- | ---------- | --------- | ----------------------------------------------------------------------- |
| Pancho Paskov | sabel (m)  | 9e        | 1ste ronde: W van RUS Jakimenko: 15-14 2de ronde: V van GER Szabo: 6-15 |

### Schietsport
| Olympiër         | Discipline             | Resultaat | Prestatie                                                                  |
| ---------------- | ---------------------- | --------- | -------------------------------------------------------------------------- |
| Anton Rizov      | 10m luchtgeweer (m)    | 42e       | kwalificatie: 42ste met 617,3 punten (103,0-102,0-103,9-102,2-101,3-104,9) |
| Anton Rizov      | 50m drie houdingen (m) | 35e       | kwalificatie: 35ste met 1161 punten (388-393-380)                          |
| Anton Rizov      | 50m liggend (m)        | 27e       | kwalificatie: 27ste met 621,2 punten (104,6-104,2-103,9-103,2-102,5-104,5) |
| Samuil Donkov    | 50m pistool (m)        | 32e       | kwalificatie: 32ste met 541 punten (91-89-91-86-88-96)                     |
| Samuil Donkov    | 10m luchtpistool (m)   | 34e       | kwalificatie: 34ste met 572 punten (96-98-97-94-94-93)                     |
|                  |                        |           |                                                                            |
| Antoaneta Boneva | 25m pistool (v)        | 8e        | kwalificatie: 5de met 583 punten (293-290)                                 |
| Antoaneta Boneva | 10m luchtpistool (v)   | 41e       | kwalificatie: 41ste met 371 punten (92-89-95-95)                           |

### Tennis
| Olympiër           | Discipline    | Resultaat | Prestatie                                      |
| ------------------ | ------------- | --------- | ---------------------------------------------- |
| Grigor Dimitrov    | enkelspel (m) | 33e       | 1ste ronde: V van CRO Čilić: 1-6, 4-6          |
|                    |               |           |                                                |
| Tsvetana Pironkova | enkelspel (v) | 33e       | 1ste ronde: V van GER Siegemund: 6-1, 4-6, 2-6 |

### Wielersport
| Olympiër       | Discipline       | Resultaat | Prestatie      |
| -------------- | ---------------- | --------- | -------------- |
| Stefan Hristov | wegwedstrijd (m) | DNF       | niet gefinisht |

### Worstelen
| Olympiër           | Discipline  | Resultaat   | Prestatie |
| Vrije stijl        | Vrije stijl | Vrije stijl | Vrije stijl |
| ------------------ | ----------- | ----------- | --- |
| Vladimir Dubov     | –57kg (m)   | 5e          | kwalificatie: vrij 1ste ronde: W van USA Dennis: 4-0 kwartfinale: W van ROU Guidea: 5-0 halve finale: V van GEO Khinchegasjvili: 1-3 bronzen finale: V van AZE Aliyev: 1-3                 |
| Borislav Novachkov | –65kg (m)   | 8e          | kwalificatie: W van IRI Nassiri: 1-3 1ste ronde: V van CUB Gómez: 1-3 |
| Georgi Ivanov      | –74kg (m)   | 12e         | kwalificatie: vrij 1ste ronde: V van GEO Makarasjvili: 1-3 |
| Mihail Ganev       | –86kg (m)   | 8e          | kwalificatie: W van MGL Üitümen: 5-0 1ste ronde: V van IRI Karimo: 1-3 |
| Dimitar Kumchev    | –125kg (m)  | 18e         | kwalificatie: V van GEO Petriasjvili: 0-4 |
|                    |             |             | |
| Elitsa Yankova     | –48kg (v)   | Brons       | kwalificatie: W van CMR Muambo: 4-0 1ste ronde: W van RUS Dadasjeva: 3-1 kwartfinale: W van COL Castillo: 3-1 halve finale: V van AZE Stadnik: 0-5 bronzen finale: W van ARG Bermúdez: 3-1 |
| Mimi Hristova      | –58kg (v)   | 15e         | kwalificatie: V van MGL Orkhon: 1-3 |
| Taybe Yusein       | –63kg (v)   | 13e         | kwalificatie: vrij 1ste ronde: V van USA Pirozhkova: 1-3 |
| Grieks-Romeins     |             |             | |
| Daniel Aleksandrov | –75kg (m)   | 11e         | kwalificatie: W van ARM Julfalakyan: 3-1 1ste ronde: V van HUN Bácsi: 0-4 |
| Nikolay Bayryakov  | –85kg (m)   | 5e          | kwalificatie: vrij 1ste ronde: W van ALG Boujemline: 4-0 kwartfinale: V van UKR Belenjoek: 1-4 herkansingen: W van EGY Othman: 3-1 bronzen finale: V van BLR Gamzatov: 1-3                 |
| Elis Guri          | –98kg (m)   | 7e          | kwalificatie: W van ALG Haloui: 4-0 1ste ronde: W van GEO Nadareisjvili: 4-0 kwartfinale: V van SWE Schön: 0-4                                                                             |

### Zwemmen
| Olympiër            | Discipline           | Resultaat | Prestatie               |
| ------------------- | -------------------- | --------- | ----------------------- |
| Aleksandar Nikolov  | 100 m vrije slag (m) | 41e       | serie 3: 3de in 50,08   |
| Ventsislav Aydarski | 10 km open water (m) | 14e       | 1:53.16,1               |
|                     |                      |           |                         |
| Nina Rangelova      | 100 m vrije slag (v) | 31e       | serie 3: 8ste in 55,71  |
| Nina Rangelova      | 200 m vrije slag (v) | 22e       | serie 3: 4de in 1.58,57 |